# Centrumpartij '86
De Centrumpartij '86 (CP’86), was een Nederlandse politieke partij van volksnationalistische strekking die van 1986 tot 1998 bestond. De partij behartigde naar eigen zeggen het belang van de autochtone Nederlandse samenleving. Hoewel de voorlieden anderen waren en ook stijl en boodschap sterk verschilden van de opgeheven Centrumpartij, is de CP'86 soms beschouwd als een doorstart en voortzetting van de voormalige Centrumpartij. De CP'86 werd opgericht op 20 mei 1986 en door de rechter verboden op 18 november 1998.

## Beginjaren
Daags voor de Tweede Kamerverkiezingen van 1986 volgde de zogenaamde 'doorstart' door Wim Wijngaarden en D.H.M. (Danny) Segers onder de naam CP'86. Na lang beraad werd als beginselprogramma gekozen voor de tekst van de NPD. Wijngaarden werd voorzitter; deze is jaren later in 1994 om gezondheidsredenen opgevolgd door Henk Ruitenberg. De nieuwe naam hielp niet en evenmin de nieuwe betiteling van deze partij als 'nationaal-democratisch' en later 'volksnationalistisch', in plaats van het vroegere 'centrumdemocratisch'.
In de beginjaren ontwikkelde de CP'86 zich weinig voorspoedig. Er waren veel onderlinge twisten en de concurrent CD bleek sterker dan de partij verwachtte. Bij de Statenverkiezingen van 1987 ging de zetel in Flevoland, die vanaf najaar 1985 nog door Wim Beaux voor de Centrumpartij bezet was, verloren. Ook elders lukte het geen van de rivaliserende nationalistische partijen een Statenzetel te bemachtigen. In 1989 deed de CP'86 niet mee met de Tweede Kamerverkiezingen welke overigens wel leidden tot de hernieuwde intrede van Hans Janmaat in het parlement, namens de Centrumdemocraten.

## Instroom van jongeren
Op 21 maart 1990 werden verkiezingen gehouden voor de gemeenteraden waarbij de CP'86 in vier van de vijf gemeenten waar in 1986 nog de oude Centrumpartij een zetel bezet had, een zetel in de wacht sleepte. In 1990 was er het nodige in de partij veranderd. Een grote groep jongeren van het toen verboden Jongeren Front Nederland (JFN) vond met diens voormalig voorzitter Stewart Mordaunt zijn weg naar de ideologisch en praktisch meer waardevolle CP'86. Sindsdien voerde de partij het originele Keltisch kruis als embleem. Mordaunt werd in maart gekozen in de Haagse gemeenteraad. Deze groep zorgde ervoor dat de partij veel actiever en groter werd, maar radicaliseerde de partij ook. 
Onder de voortvarende leiding van de in 1993 lid geworden Henk Ruitenberg, daarin bijgestaan door Tim Mudde die uit het JFN afkomstig was, vond een behoorlijke opleving van de partij plaats.

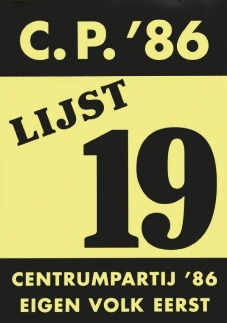
Verkiezingsposter uit 1994

Van mei 1992 tot mei 1996 was Mudde er partijsecretaris die zijn politieke straatactivisme volop in de praktijk bracht. Op 2 maart 1994 wist de CP'86 negen zetels te behalen in zeven gemeenteraden. De partij haalde nimmer een zetel in de Tweede Kamer, ook niet tijdens de Tweede Kamerverkiezingen van 1994, toen ze er wel op leek af te stevenen. Het aantal (deel)raadszetels kalfde na het midden van de jaren negentig - ondanks het vertoonde activisme - af, deels als gevolg van de steeds beter wordende economische welvaart en door concurrentie van de CD. Eind 1994 werd de partij hervormd en werd ze - om zich met nadruk als radicaal te onderscheiden van andere groeperingen - herdoopt tot Nationale Volkspartij/CP'86. Deze naam bleef overigens vrijwel ongebruikt.

## CP'86 van 1995 tot 1998
Al geruime tijd hield het Ministerie van Justitie de partij in de gaten. In het kader van justitieel onderzoek waren er in september 1993 huiszoekingen geweest bij het voltallige partijbestuur. Het kostte de partij na deze huiszoekingen de nodige moeite om de structuur weer op poten te zetten. Op 2 mei 1995 waren CP’86 en haar bestuursleden al veroordeeld op grond van art. 137 en art. 140 van het Wetboek van Strafrecht voor feiten gepleegd in 1992 t/m 1994, dit werd in december 1995 door het Amsterdams gerechtshof bevestigd. Toen er in 1996 tijdens een openbare partijbijeenkomst racistische uitlatingen werden gedaan was dit een extra aanleiding voor het Openbaar Ministerie om te proberen CP`86 aan te merken als een criminele organisatie en te komen tot een verbodsprocedure.
Grote onenigheid over de te volgen wijze van presentatie van de partij leidden hierna tot een situatie waarbij men elkaar over en weer ging royeren. Uiteindelijk waren er van november 1996 tot en met februari 1997 zelfs twee besturen van CP'86, het ene onder Mordaunt en het andere van de anti-Frelingrichting onder Beaux. Deze laatste vleugel die een 'nette' presentatie wilde, gaf het op en begon in 1997 een nieuwe partij onder de naam Volksnationalisten Nederland (VNN) waarvan Beaux voorzitter werd, die al snel vervangen werd door Henk Ruitenberg. Met handig bespelen van de publiciteit door middel van enige geslaagde acties wist deze groepering mee te doen aan de gemeenteraadsverkiezingen in Rotterdam, maar het gehoopte succes bleef uit. De VNN ging in 1998 op in de alsdan opgerichte Nieuwe Nationale Partij (NNP).
Het Openbaar Ministerie zette na de eerdere veroordeling uit 1995 door en vroeg aan de rechter om vast te stellen dat CP'86 geen politieke partij meer was, maar een criminele organisatie. Op 30 september 1997 werd door de Hoge Raad het toenmalige hoofdbestuur en oud-voorzitter Wijngaarden samen met de partij veroordeeld als criminele organisatie die zich stelselmatig schuldig maakte aan het aanzetten tot vreemdelingenhaat, wat het einde betekende voor de CP'86.
Naar aanleiding hiervan werd in 1998 op aanwijzing van de minister van Justitie Benk Korthals een verbod op en een ontbinding van de partij gevorderd. Op 18 november 1998 deed de Amsterdamse rechtbank uitspraak. De rechter stelde dat de partij het oproepen en aanzetten tot, dan wel het bevorderen van discriminatie van en geweld tegen allochtonen beoogde, hetgeen "in strijd is met de openbare orde zodat zij verboden dient te worden verklaard en zal worden ontbonden." Voorafgaand aan het vonnis was de partij allang een lege huls geworden. Voorzitter Freling besloot niet in hoger beroep te gaan. De organisatie werd opgeheven.

## Afsplitsingen
Eerder dat jaar was op 3 juli 1998 de Nieuwe Nationale Partij (NNP) opgericht. De top bestond voornamelijk uit de Volksnationalisten Nederland (VNN), een groepering die zich wegens het barre gedrag van Freling informeel al in 1996 afgescheiden had. De partij werd in feite een voortzetting van CP'86 onder een andere naam. Justitie liet de nieuwe partij echter met rust omdat het bestuur niet bestond uit de kopstukken van de voormalige CP'86.

## Verkiezingsuitslagen
| Tweede Kamer | Lijsttrekker | Kandidatenlijst | Stemmen | %      |
| ------------ | ------------ | --------------- | ------- | ------ |
| 1994         | Wim Beaux    | Kandidatenlijst | 32.327  | 0,36 % |

| Provincie | Zetels | Stemmen | %     |
| --------- | ------ | ------- | ----- |
| 1987      | 0      | 1.032   | 0.01% |
| 1991      | 0      | 17.371  | 0,30% |
| 1995      | 0      | 7.789   | 0,14% |

| Gemeenteraad | Zetels | Stemmen | %    |
| ------------ | ------ | ------- | ---- |
| 1990         | 4      |         |      |
| 1994         | 9      | 36.445  | 0,48 |
| 1998         | 0      | 4.354   | 0,06 |

| Gemeente    | 1990                                                                           | 1990   | 1990    | 1990  |
| ----------- | ------------------------------------------------------------------------------ | ------ | ------- | ----- |
| Gemeente    | Verkozen                                                                       | Zetels | Stemmen | %     |
| Almere      | Willem Jozua (Wim) Beaux (niet ingenomen)                                      | 1      | 1039    | 3,9 % |
| Amsterdam   | Willem Jozua (Wim) Beaux                                                       | 1      | 6536    | 2,4 % |
| Den Haag    | Stewart Mordaunt (1963)                                                        | 1      | 3550    | 2,1 % |
| Rotterdam   | Theo Termijn (1930)                                                            | 1      | 7080    | 3,3 % |
| Gemeente    | 1994                                                                           | 1994   | 1994    | 1994  |
| Gemeente    | Verkozen                                                                       | Zetels | Stemmen | %     |
| Alkmaar     | A. (Ton) Steemers (1964)                                                       | 1      | 1582    | 3,8 % |
| Den Haag    | Stewart Mordaunt (1963)                                                        | 1      | 5284    | 2,7 % |
| Hilversum   | Bart Pellikaan (1968)                                                          | 1      | 1859    | 4,5 % |
| Rijswijk    | Marc de Boer (1966)                                                            | 1      | 1482    | 5,7 % |
| Rotterdam   | Martijn Freling (1964)                                                         | 1      | 8886    | 3,5 % |
| Spijkenisse | Marcel Hoogstra (1966), T. Tielen (1967), Marc de Boer (1966) (niet ingenomen) | 3      | 2291    | 8,0 % |
| Zwolle      | Henk Ruitenberg (1947)                                                         | 1      | 1573    | 3,2 % |